# Пукінмякі (станція)
60°14′34″ пн. ш. 24°59′41″ сх. д. / 60.242744039767° пн. ш. 24.994656144106° сх. д.
Пукінмякі (фін. Pukinmäen rautatieasema, швед. Bocksbacka järnvägsstation) — залізнична станція мережі приміських залізниць Гельсінкі, розташована в Пукінмякі, Гельсінкі, Фінляндія, між станціями Малмі та Оулункюля, приблизно за 8 км N від Гельсінкі-Центральний.
Пасажирообіг у 2019 склав 2 396 485 осіб 

Відкрита 1 червня 1886. 
Конструкція — естакадна відкрита, з однією прямою острівною платформою.

## Пересадки
- Автобуси: 54, 61/N/T, 69, 70, 552, 553/K